# Montefredane
Montefredane è un comune italiano di 2 150 abitanti della provincia di Avellino in Campania.

## Geografia fisica

### Territorio
Il territorio di Montefredane rappresenta la propaggine sud-est di un gruppo collinare condiviso principalmente, verso ovest, con i comuni di Grottolella e di Capriglia Irpina e parzialmente, a nord e nord-ovest, con Prata di Principato Ultra e Altavilla Irpina: nel complesso questo gruppo è solcato a nord e a est dalla valle del Sabato, è separato a ovest, tramite un passo, dalla catena montuosa del Partenio, e si affaccia a sud sulla conca ove sorge Avellino.
L'escursione altimetrica di Montefredane è pari a 349 m, da un minimo di 257 m s.l.m. a un massimo di 606 m s.l.m. L'altitudine della casa comunale è 593 m s.l.m. e nei dintorni di essa e della piazza si trovano sia il centro storico che quello attuale. Le frazioni Alimata e Boscomagliano sono di versante mentre Arcella sorge nella parte più bassa.

## Storia
La zona in cui sorge oggi Montefredane fu abitata in epoche remote dai Sanniti. Successivamente, in corrispondenza della frazione di Arcella, si stanziarono popolazioni romane. La fondazione dell'abitato principale, che sorge in cima al paese, si fa risalire al VI secolo d.C., con l'arrivo degli abitanti dell'allora Abellinum (l'attuale Atripalda) in fuga dopo la distruzione del loro centro abitato. Nel XII secolo Montefredane fu menzionato nel Catalogus baronum (1150-1168) in quanto appartenente alla contea di Avellino. Nei secoli successivi le sue vicissitudini furono legate ai nome di diverse famiglie nobiliari, quali i De Tufo, i Capece, i Brancaccio e gli Orsini. Montefredane acquisì una sempre maggiore importanza fin quando la peste del 1656 ne ridusse fortemente lo sviluppo. Tra il 1650 e 1806 il territorio fu proprietà della famiglia nobiliare dei Caracciolo, che lo portarono a nuovo splendore con la costruzione del Castello. La famiglia, destituita dalle forze napoleoniche durante l'occupazione, tornò nella città con la restaurazione borbonica. Agli inizi del Novecento, ancora in età monarchica, perse ogni potere in loco, ed i suoi appartenenti si trasferirono a Napoli. Nel 1981 Montefredane fu inserito nell'elenco dei comuni "gravemente o particolarmente danneggiati" dal terremoto dell'Irpinia, a causa del quale non subì vittime umane.

### Simboli
Lo stemma è di cielo, al tiglio al naturale, radicato in una campagna di verde. Lo scudo ha forma ovale, circondato da una cornice accartocciata. Il gonfalone è un drappo di azzurro.

## Società

### Evoluzione demografica
Abitanti censiti

### Lingue e dialetti
Accanto alla lingua italiana, nel territorio di Montefredane è in uso il dialetto irpino.

## Economia
Montefredane è un borgo di antiche tradizioni pastorali grazie all'allevamento di animali da latte, che l'ha resa famosa per la produzione di latticini e formaggi, con caseifici sorti presso la frazione di Arcella (lungo la Via Appia), nonché agricole (castagne, nocciole, legumi, prodotti ortofrutticoli e viti). Alle varie cantine si deve una rilevante produzione e commercializzazione di vini: in particolare Montefredane ricade nella zona di produzione del Fiano DOCG. Altrettanto importante per l'economia è la presenza sul territorio comunale di numerose industrie di livello anche nazionale, ubicate ad Arcella come parte integrante della zona industriale di Avellino.

## Infrastrutture e trasporti

### Strade
Il comune è servito dalle strade provinciali 185 (Dalla SP n° 242, per Montefredane e bivio SP n° 248 per Taverna del Monaco, alla SP n° 141), 270 (Dalla SP n° 113 Prata P. U. all'incrocio SP n° 185 Montefredane) e 242 (Da Ponte delle Noci Nucleo Industriale di Avellino al Ponte Sabato SS n° 7).

### Ferrovie
Il comune era servito dalla stazione di Montefredane, situata nella frazione Arcella, sulla ferrovia Benevento-Avellino e sospesa dal 1999. Attualmente sono in corso i lavori di elettrificazione della tratta ferroviaria Avellino-Benevento. 

## Amministrazione

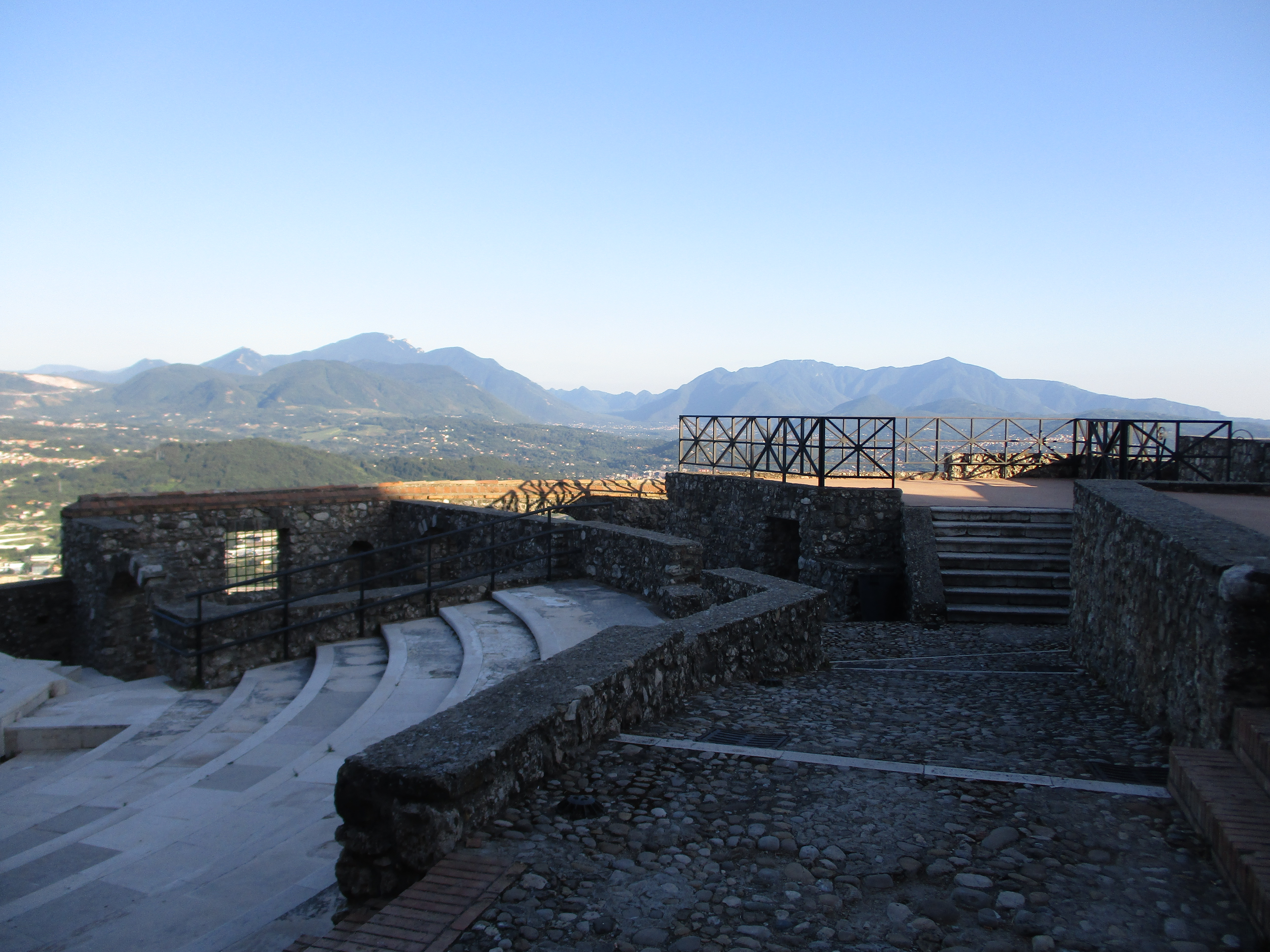
L'interno del castello

L'Amministrazione comunale è guidata dal sindaco avv. Ciro Aquino, eletto con una lista civica denominata "Per Montefredane", che ha prevalso su quella del sindaco uscente arch. Valentino Tropeano (reduce da due mandati consecutivi). 

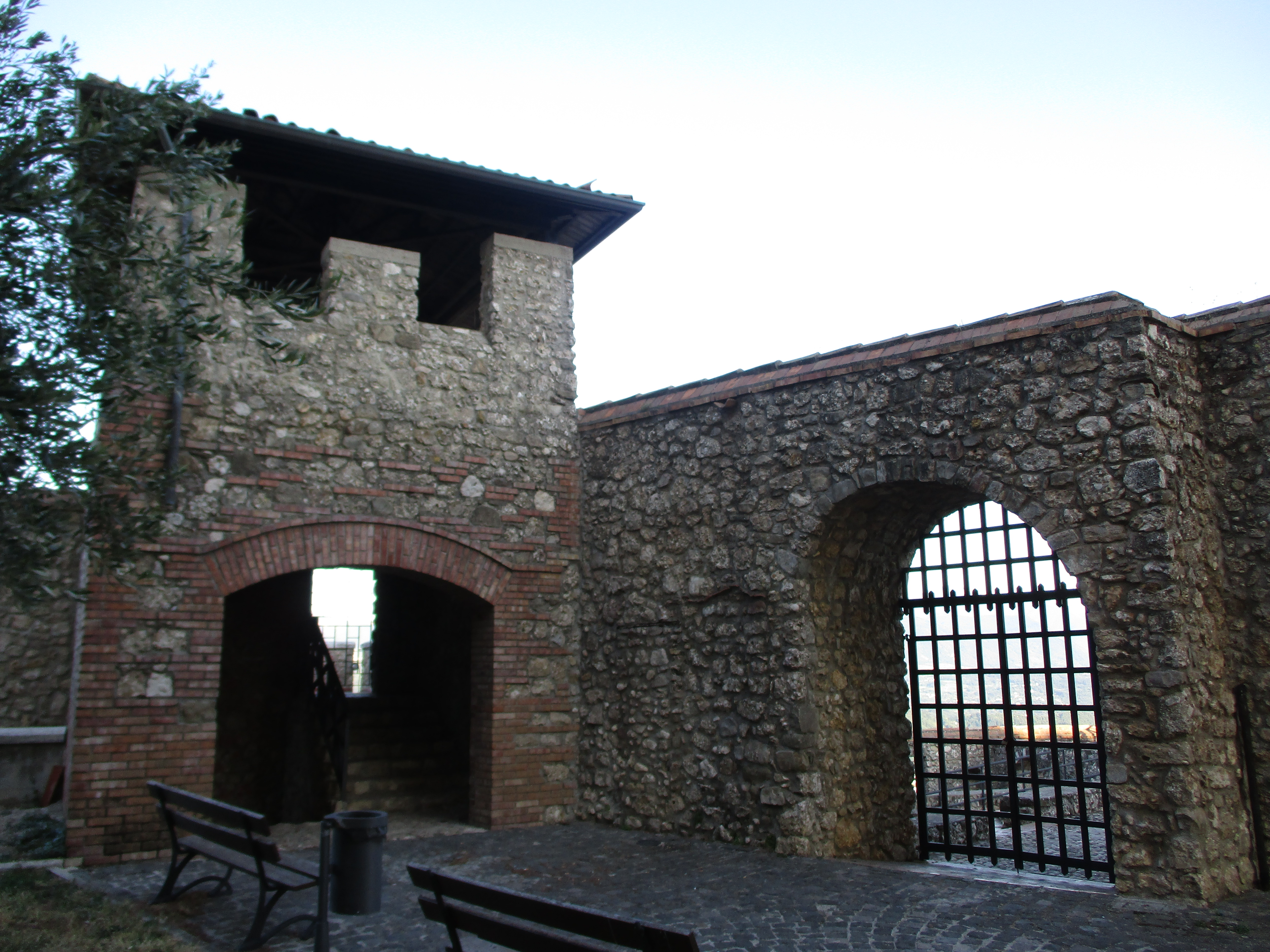
Castello

L'Amministrazione Aquino ha realizzato diverse opere con il Pnrr, infatti il 3 luglio 2025 è stato direttamente il Ministro della Pubblica Istruzione e del Merito, Giuseppe Valditara, a tagliare il nastro di inaugurazione del campetto sportivo di via Roma adiacente al complesso scolastico. 
Il 19 luglio il comune di Montefredane è entrato a far parte de “I Paesi più Sostenibili d’Italia”.
Inoltre l'Amministrazione Aquino dopo circa 40 anni, il 17 maggio 2025, ha inaugurato le nuove pompe di sollevamento installate nel serbatoio Montefredane centro, risolvendo l'annosa problematica legata all'approvvigionamento idrico delle abitazioni site nel centro storico ed in piazza Municipio.